# لیونگبی
شهر لیونگبی (به سوئدی: Ljungby, Sweden) در ناحیه شهری لیونگبی در کشور سوئد واقع شده‌است. جمعیت این شهر ۱۳۶۴٫۷۵  نفر است.